# سيجي كوبو
سيجي كوبو (باليابانية: 久保 政二) (21 أغسطس 1973 في إيباراكي في اليابان – )؛ هو لاعب كرة قدم ياباني سابق كان يلعب كمدافع.

## وصلات خارجية
- سيجي كوبو على موقع رابطة كرة القدم اليابانية للمحترفين (اليابانية)
- سيجي كوبو على موقع عالم كرة القدم.نت (الإنجليزية)